# Victor Ciobanu
Victor Ciobanu (Florești, 7 ottobre 1992) è un lottatore moldavo, specializzato nella lotta greco-romana, campione iridato ai mondiali di Oslo 2021 e continentale agli europei di Bucarest 2019.

## Biografia
Ha vinto la medaglia d'argento agli europei di Vantaa 2014 nella categoria 59 chilogrammi. In finale è stato sconfitto dal bulgaro Aleksandăr Kostadinov.
Ai mondiali di Budapest 2018 ha vinto la medaglia d'argento nella categoria 60 chilogrammi, perdendo in finale contro il russo Sergej Emelin.
Ai Giochi europei di Minsk 2019 è stato estromesso dal tabellone principale da russo Stepan Marjanjan, poi vincitore del torneo. Nei ripescaggi ha superato il turco Kerem Kamal al primo turno e battuto l'ucraino Zhora Abovian nell'incontro per il bronzo.
Dopo aver vinto il torneo mondiale di qualificazione olimpica di Sofia, ha rappresentato la Moldavia ai Giochi olimpici estivi di Tokyo 2020, disputando il torneo dei 60 kg nell'agosto 2021, presso la Makuhari Messe Hall, dove è stato eliminato in semifinale per mano del cubano Luis Orta in semifinale, dopo aver sconfitto il turco Kerem Kamal agli ottavi e il kirghiso Zholaman Sharshenbekov ai quarti. Ai ripescaggi è rimasto soccombente contro il rappresentante del ROC Sergej Emelin nella finale per il gradino più basso del podio.
Ai mondiali di Oslo 2021 ha vinto l'oro dopo aver battuto in finale il kirghiso Zholaman Sharshenbekov ai punti.
Ha fatto la sua seconda apparizione olimpica a Parigi 2024, dove è stato estromesso agli ottavi del torneo dei -60 kg dal nordcoreano Ri Se-ung.

## Palmarès
- Mondiali

Budapest 2018: argento nei 60 kg.
Oslo 2021: oro nei 60 kg.
- Europei

Vantaa 2014: argento nei 59 kg.
Bucarest 2019: oro nei 60 kg.
- Giochi europei

Minsk 2019: bronzo nei 60 kg.
- Universiadi

Kazan' 2013: argento nei 55 kg.
- Mondiali universitari

Çorum 2016: bronzo nei -59 kg.